# PWS-26
Die  PWS-26  war ein polnisches kunstflugtaugliches Schul- und Übungsflugzeug. Es wurde 1936 aus der PWS-16bis entwickelt und anschließend bis 1939 durch die Firma Podlaska Wytwórnia Samolotów produziert. Konstrukteur war August Bobek-Zdaniewski.

## Entwicklung
Der einstielige, verspannte und nur wenig gestaffelte Doppeldecker hatte Querruder nur im Oberflügel. Der Rumpf, eine geschweißte Stahlrohrkonstruktion mit Holz-Formgebungsleisten, war bis auf den motornahen Bereich stoffbespannt, wie auch die Flächen und das Leitwerk. Von den beiden, hintereinander angeordneten Sitzen war der vordere nur mit Hilfe einer großen seitlichen Klappe zugänglich. Der hintere konnte zur Instrumentenflugschulung mit einer Haube abgedeckt werden. Als Antrieb diente ein 220 PS starker, von PZL oder Avia in Lizenz gebauter Neunzylinder Wright J-5 Whirlwind, der mit einer langen NACA-Haube verkleidet war. Das feste Fahrwerk mit verkleideten V-förmigen Schwingen und langen, an den Rumpfseiten angelenkten ölgedämpften Federbeinen hatte bremsbare, niederdruck-bereifte Räder. Die nach unten zum Rumpf abgestrebte und zum Seitenleitwerk verspannte Höhenflosse war zur Trimmung einstellbar.
Das Flugzeug konnte auch mit einem im Rumpf starr eingebauten 7,7–mm–MG und an den Unterflügeln mit je einer Aufhängevorrichtung für eine 12–kg–Übungsbombe ausgerüstet werden. Auch der Einbau eines Foto-MG K-28 war möglich.
Für die PWS-26 ergingen von den polnischen Luftstreitkräften für den Einsatz an ihren Fliegerschulen sowie von zivilen Aeroklubs insgesamt 400 Bestellungen. Bis zum deutschen Überfall im September 1939 wurden 310 Flugzeuge fertiggestellt, von denen eine Reihe in deutsche Hände fiel. Mindestens 50 wurde von der Luftwaffe übernommen und u. a. auch zum Schleppen und zur Blindflugschulung eingesetzt. Zwei sind mit den Verbandskennzeichen 1E+PM und 1E+QK im März 1943 bei der Ergänzungsgruppe (S)1 in Langendiebach nachzuweisen. Ein Flugzeug wurde bei Kriegsende in der Nähe von Stettin von den Polen entdeckt, noch von 1949 bis 1953 als SP–AIB bei einem polnischen Aeroklub geflogen und nach einer Grundüberholung an das Krakauer Luftfahrtmuseum abgegeben. Einige weitere wurden, zusammen mit Ersatzmotoren, an Rumänien verkauft. Auch die Sowjets haben eine Anzahl erbeutet und wohl auch eingesetzt. Bereits vor dem Krieg waren einige PWS-26 nach Bulgarien und Portugal exportiert worden.

## Technische Daten

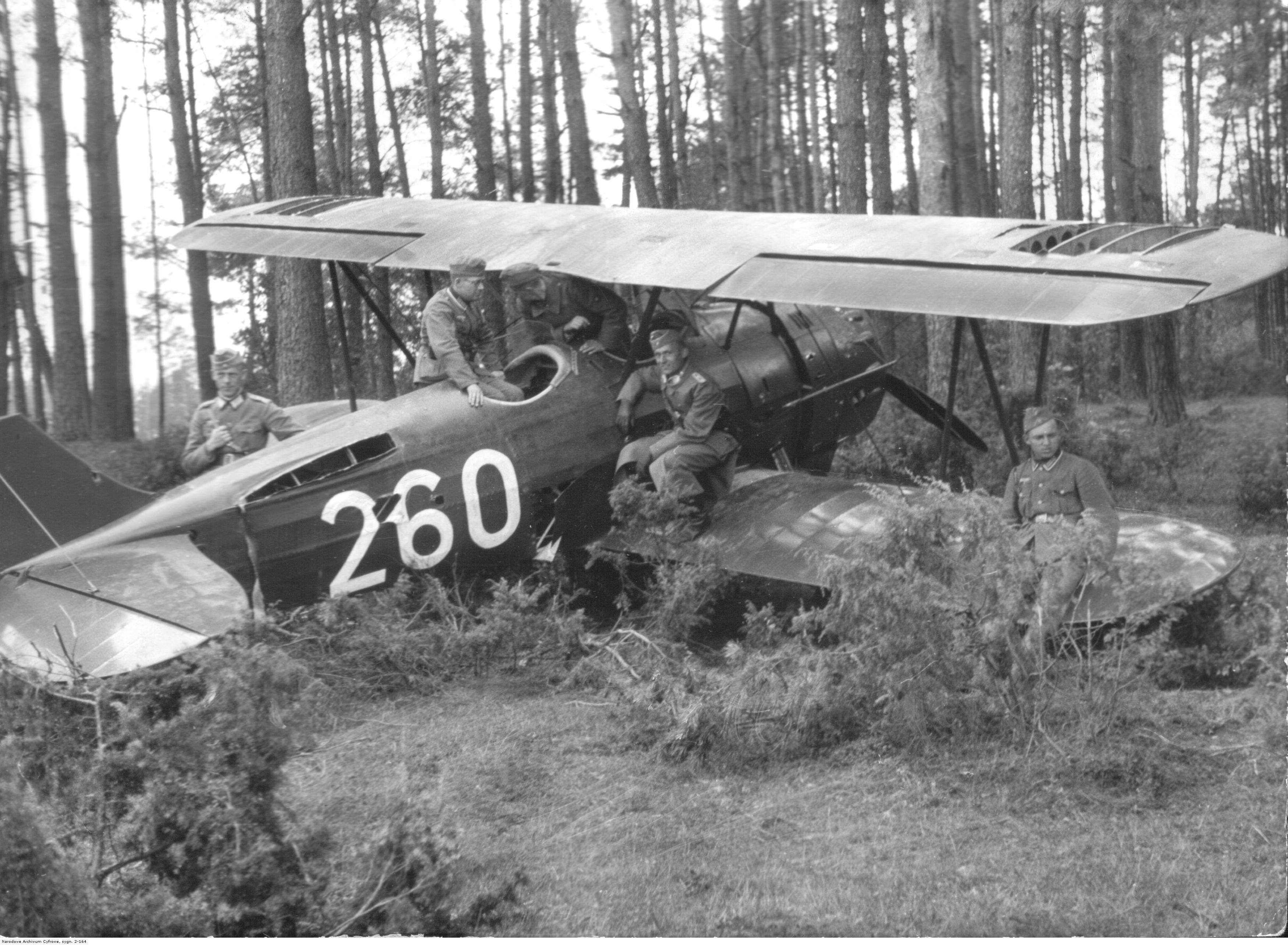
Deutsche Soldaten während des Überfalls auf Polen an einer PWS-26

| Kenngröße             | Daten                                                  |
| --------------------- | ------------------------------------------------------ |
| Baujahr(e)            | 1936–1939                                              |
| Hersteller            | PWS                                                    |
| Konstrukteur(e)       | August Bobek-Zdaniewski                                |
| Typ                   | zweisitziges Schul- und Trainingsflugzeug              |
| Besatzung             | 2                                                      |
| Spannweite            | 9,00 m                                                 |
| Länge                 | 7,03 m                                                 |
| Höhe                  | 2,87 m                                                 |
| Flügelfläche          | 25,00 m²                                               |
| Leermasse             | 885 kg                                                 |
| Startmasse            | normal 1170 kg maximal 1240 kg                         |
| Triebwerk             | ein Sternmotor Avia-Wright Whirlwind J5                |
| Leistung              | 176 kW (239 PS)                                        |
| Höchstgeschwindigkeit | 201 km/h                                               |
| Marschgeschwindigkeit | 170 km/h                                               |
| Steiggeschwindigkeit  | 4 m/s                                                  |
| Gipfelhöhe            | 4200 m                                                 |
| Reichweite            | 460 km                                                 |
| Bewaffnung            | ein starres 7,7-mm-MG Vickers, 2 Bomben mit je 12,5 kg |